# Javaj
Javaj (Russisch: Явай) is een schiereiland aan noordwestzijde van het schiereiland Gyda in het Hoge Noorden van West-Siberië, in het noorden van het district Tazovski van de Russische autonome okroeg Jamalië. Het schiereiland bevindt zich tussen de Obboezem in het westen, de Karazee in het noorden en de Gydaboezem in het oosten. Ten noorden van Javaj ligt als tektonische voortzetting het eiland Sjokalski, waarvan het wordt gescheiden door de nauwe (5 km) Straat Gydanski. Javaj is een langgerekt in noordelijke richting verlopend schiereiland met een lengte van ruim 210 kilometer en een breedte die gemiddeld varieert tussen de 20 en 30 kilometer.
Het reliëf bestaat uit een laaggelegen heuvelachtige vlakte (tot 75 meter hoogte) met een groot aantal meren en rivieren. Delen van het schiereiland zijn zeer moerassig. De vegetatie bestaat uit toendra. De kust verloopt bijna overal geleidelijk, is laaggelegen en loopt op sommige plekken uit in grote zandbanken.
Met uitzondering van een paar Nenetsische rendierhouderkampen is het schiereiland onbewoond. In 1996 werd het hele deel ten noorden van de bovenloop van de rivier de Mongatalangjacha (72e breedtegraad) toegewezen aan het natuurreservaat zapovednik Gydanski, waar economische activiteiten (zoals rendierhouden) verboden zijn. Dit reservaat staat onder grote druk van de rendierhouders en in 2008 werd voorgesteld om de zapovednik om te vormen tot een zakaznik, waar rendierhouden wel is toegestaan. De dichtstbijzijnde plaatsen zijn Joeribej en Matjoejsale.
In het zuidelijk deel van Javaj zijn grote gasvoorraden aangetroffen; het aardgascondensaatveld Oetrenneje en het gasveld Sjtormovoje. Beide velden staan voor de voorzienbare lange termijn echter niet in de planning voor ontwikkeling.